# Championnats d'Europe de natation 1954
Navigation
Édition précédente Édition suivante
La 8e édition des Championnats d'Europe de natation se déroule du 31 au 5 septembre 1954 à Turin en Italie. Le pays accueille pour la deuxième fois de son histoire cet événement organisé par la Ligue européenne de natation après l'édition 1927. Trois disciplines de la natation — natation sportive, plongeon et water-polo — figurent au programme, composé de 18 épreuves.

## Tableau des médailles
| Rang  | Nation               | Or | Argent | Bronze | Total |
| ----- | -------------------- | -- | ------ | ------ | ----- |
| 1     | Hongrie              | 9  | 6      | 3      | 18    |
| 2     | Union soviétique     | 4  | 3      | 4      | 11    |
| 3     | Allemagne de l'Est   | 2  | 0      | 0      | 2     |
| 4     | Pays-Bas             | 1  | 2      | 1      | 4     |
| 5     | France               | 1  | 1      | 1      | 3     |
| 6     | Allemagne de l'Ouest | 1  | 0      | 2      | 3     |
| 7     | Suède                | 0  | 2      | 1      | 3     |
| 8     | Italie               | 0  | 1      | 1      | 2     |
| 8     | Yougoslavie          | 0  | 1      | 1      | 2     |
| 10    | Pologne              | 0  | 1      | 0      | 1     |
| 10    | Danemark             | 0  | 1      | 0      | 1     |
| 12    | Royaume-Uni          | 0  | 0      | 3      | 3     |
| 13    | Autriche             | 0  | 0      | 1      | 1     |
| Total | Total                | 18 | 18     | 18     | 54    |

## Natation

### Tableau des médailles en natation
| Rang  | Nation               | Or | Argent | Bronze | Total |
| ----- | -------------------- | -- | ------ | ------ | ----- |
| 1     | Hongrie              | 8  | 6      | 3      | 17    |
| 2     | Allemagne de l'Est   | 2  | 0      | 0      | 2     |
| 3     | Pays-Bas             | 1  | 2      | 1      | 4     |
| 4     | France               | 1  | 1      | 0      | 2     |
| 5     | Allemagne de l'Ouest | 1  | 0      | 2      | 3     |
| 6     | Union soviétique     | 0  | 1      | 3      | 4     |
| 7     | Italie               | 0  | 1      | 0      | 1     |
| 7     | Pologne              | 0  | 1      | 0      | 1     |
| 7     | Danemark             | 0  | 1      | 0      | 1     |
| 10    | Royaume-Uni          | 0  | 0      | 2      | 2     |
| 11    | Suède                | 0  | 0      | 1      | 1     |
| 11    | Yougoslavie          | 0  | 0      | 1      | 1     |
| Total | Total                | 13 | 13     | 13     | 39    |

### Résultats

#### Hommes
| Épreuve         | Or                                                       | Argent                                                         | Bronze                                                                            |
| Nage libre      |                                                          |                                                                |                                                                                   |
| 100 m libre     | Imre Nyéki (HUN)                                         | Lev Balandin (URS)                                             | Géza Kádas (HUN)                                                                  |
| 400 m libre     | György Csordas (HUN)                                     | Angelo Romani (ITA)                                            | Per-Olof Östrand (SWE)                                                            |
| 1500 m libre    | György Csordas (HUN)                                     | György Schuszter (HUN)                                         | Vladimir Lavrinenko (URS)                                                         |
| Dos             |                                                          |                                                                |                                                                                   |
| 100 m dos       | Gilbert Bozon (FRA)                                      | Laszlo Magyar (HUN)                                            | John Brockway (GBR)                                                               |
| Brasse          |                                                          |                                                                |                                                                                   |
| 200 m brasse    | Klaus Bodinger (RDA)                                     | Marek Petrusewicz (POL)                                        | Sandor Utassy (HUN)                                                               |
| Papillon        |                                                          |                                                                |                                                                                   |
| 200 m papillon  | György Tumpek (HUN)                                      | Zsolt Feyer (HUN)                                              | Vadim Martinchik (URS)                                                            |
| Relais          |                                                          |                                                                |                                                                                   |
| 4 × 200 m libre | Hongrie Laszlo Till Zoltán Dömötör Géza Kádas Imre Nyéki | France Jean Boiteux Gilbert Bozon Guy Montserret Aldo Eminente | Union soviétique Nikolay Suhorukov Vyacheslav Kurennoy Yuriy Abovyan Lev Balandin |

#### Femmes
| Épreuve         | Or                                                          | Argent                                                                     | Bronze                                                                           |
| Nage libre      |                                                             |                                                                            |                                                                                  |
| 100 m libre     | Katalin Szőke (HUN)                                         | Judit Temes (HUN)                                                          | Geertje Wielema (NED)                                                            |
| 400 m libre     | Ágota Sebő (HUN)                                            | Valéria Gyenge (HUN)                                                       | Esa Ligorio (YUG)                                                                |
| Dos             |                                                             |                                                                            |                                                                                  |
| 100 m dos       | Geertje Wielema (NED)                                       | Johanna De Korte (NED)                                                     | Pat Symons (GBR)                                                                 |
| Brasse          |                                                             |                                                                            |                                                                                  |
| 200 m brasse    | Ursula Happe (FRG)                                          | Jytte Hansen (DEN)                                                         | Klara Killermann (HUN)                                                           |
| Papillon        |                                                             |                                                                            |                                                                                  |
| 100 m papillon  | Jutta Langenau (RDA)                                        | Mária Littomeritzky (HUN)                                                  | Ursula Happe (FRG)                                                               |
| Relais          |                                                             |                                                                            |                                                                                  |
| 4 × 100 m libre | Hongrie Valerie Gyenge Ágota Sebő Judit Temes Katalin Szőke | Pays-Bas Loes Zandvliet Johanna De Korte Hettie Balkenende Geertje Wielema | Allemagne de l'Ouest Käthe Jansen Gisela Von Netz Birgit Klomp Elisabeth Rechlin |

## Water-polo
| Épreuve | Médaille d'or | Médaille d'argent | Médaille de bronze |
| Hommes  | Hongrie       | Yougoslavie       | Italie             |

## Plongeon
| Épreuve         | Médaille d'or               | Médaille d'argent                 | Médaille de bronze     |
| Hommes          |                             |                                   |                        |
| Tremplin de 3 m | Roman Brener (URS)          | Gennadiy Udanov (URS)             | Christian Piré (FRA)   |
| Haut vol à 10 m | Roman Brener (URS)          | Mikhail Chachba (URS)             | Peter Heatly (GBR)     |
| Femmes          |                             |                                   |                        |
| Tremplin de 3 m | Valentina Chumicheva (URS)  | Birte Hanson-Christoffersen (SWE) | Lyubov Zhigalova (URS) |
| Haut vol à 10 m | Tatyana Karakashyants (URS) | Birte Hanson-Christoffersen (SWE) | Eva Pfarrhofer (AUT)   |